# Anna Margareta Pfeffer
Anna Margareta Pfeffer (* 5. Mai 1679 in Hannover; † 6. Oktober 1746 in Wolfenbüttel) war eine deutsche Dichterin. Die „Kaiserlichgekrönte“ war zur Zeit der Personalunion zwischen Großbritannien und Hannover eine der ersten diplomierten Schriftstellerinnen im Kurfürstentum Hannover, die von der Universität Göttingen mit einem Diplom ausgezeichnet wurden.

## Leben
Anna Margareta wurde 1679 in Hannover geboren, der damaligen Residenzstadt des Herzogtums Braunschweig-Lüneburg. Sie war die Tochter des Theologen Christian Specht. 1699 heiratete sie den Superintendenten und Braunschweiger Respondenten Johann Georg Pfeffer (1666–1734), dem sie den späteren Wolfenbütteler Juristen und Hofgerichtsadvokaten Georg Josua Pfeffer (1701–1786) und sechs weitere Kinder gebar.
Nach dem Tod ihres Mannes sandte die in Seesen lebende Witwe ihre „Gesammelten Werke“, einen handgeschriebenen Gedichtband, an den an der Universität Göttingen lehrenden Professor Christoph August Heumann. Als Heumann 1739 Prorektor der Universität geworden war, verlieh er Anna Margareta Pfeffer noch im selben Jahr am 8. Oktober den Titel einer „Kaiserlichgekrönten Dichterin“. Nach der Verleihung ihres Diploms wurde Pfeffer in Wolfenbüttel tatsächlich „gekrönt“; in Wolfenbüttel wurde ihr „ein durch ein hiesiges vornehmes Frauenzimmer verfertigter, mit einem reichen Silberband durchflochtener Lorbeerkranz“ aufgesetzt in einer Hausfeier durch den Advokaten Noltenius, wie die Hamburgischen Berichte von den neuesten gelehrten Sachen am 27. Oktober 1739 berichteten.

## Werke
Den bis heute unveröffentlichten Gedichtband der „Kaiserlichgekrönten Dichterin“ beurteilte der bereits 1933 der NSDAP beigetretene, ehemalige SS-Offizier und spätere Göttinger Professor (sowie nach dem Krieg Führer des Universitätsarchivs in Göttingen) Wilhelm Ebel: In der Hauptsache seien es (laut Ebel) „rührend-süßlich fromme Lieder [... in] Pfarrhauslyrik“, wie etwa

„Bin ich doch ganz incapable / Ist doch Jesus admirable [...]“

sowie Oden an verschiedene Mitglieder des regierenden Welfenhauses.
Im Zeitalter des Absolutismus habe Anna Margarete Pfeffer in ihren Reimen die feudalen Vertreter der von Gottes Gnaden Durchlauchten überhöht, beispielsweise den Fürsten Bruno Ludwig von Braunschweig-Blankenburg:

„Ludwig, Ludwig, Ludewig, / Herrlich, Heylich, Majestätisch, / Gantz Durchlauchtig Königlich, / Liebreich und zugleich Pathetisch, / O wie sehr erweitern sich / Deines Nahmens Seltenheiten, / In der Nähe und von Weiten / Preist man Bruno Ludewig.“

Eine unparteiische Sichtung und Bewertung der literarischen Qualität des gesamten Gedichtbandes steht bis heute noch aus.